# Article 156 de la Constitution belge
L'article 156 de la Constitution belge fait partie du titre III Des pouvoirs. Il crée les cinq Cours d'appel du Royaume.
Il date du 7 février 1831 et était à l'origine — sous l'ancienne numérotation — l'article 104. Il a été révisé lors de la première réforme de l'État.

## Texte
« Il y a cinq cours d'appel en Belgique : 
 1° celle de Bruxelles, dont le ressort comprend les provinces du Brabant wallon, du Brabant flamand et la région bilingue de Bruxelles-Capitale; 
 2° celle de Gand, dont le ressort comprend les provinces de Flandre occidentale et de Flandre orientale ; 
 3° celle d'Anvers, dont le ressort comprend les provinces d'Anvers et de Limbourg ; 
 4° celle de Liège, dont le ressort comprend les provinces de Liège, de Namur et de Luxembourg ; 
 5° celle de Mons, dont le ressort comprend la province de Hainaut. »